# Деле Прата (Пистоја)
Деле Прата је насеље у Италији у округу Пистоја, региону Тоскана.
Према процени из 2011. у насељу је живело 24 становника. Насеље се налази на надморској висини од 16 м.